# Tomgångshjul

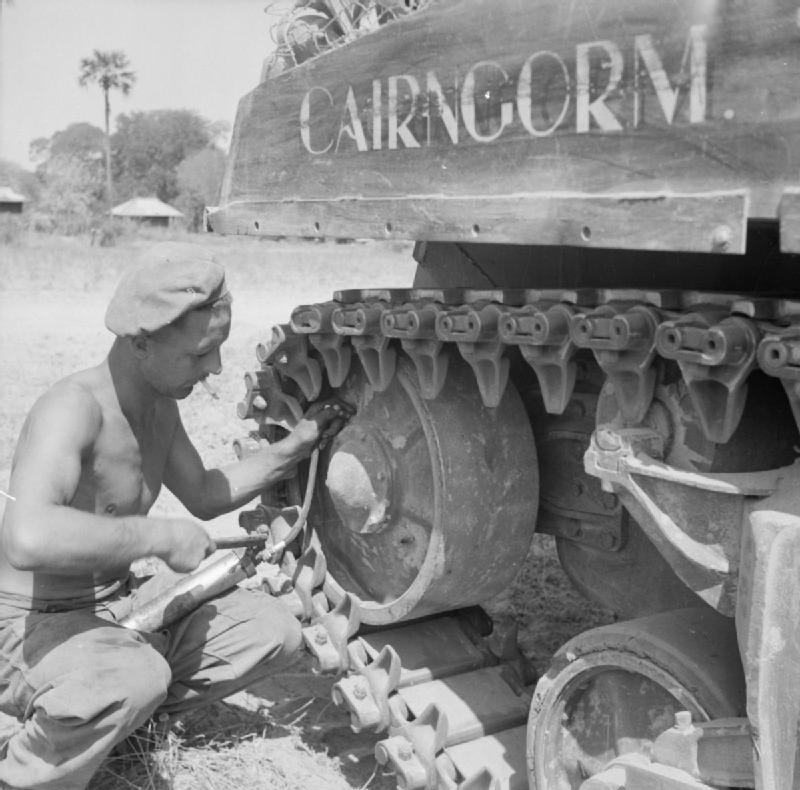
Tomgångshjulet i ett bandaggregat.

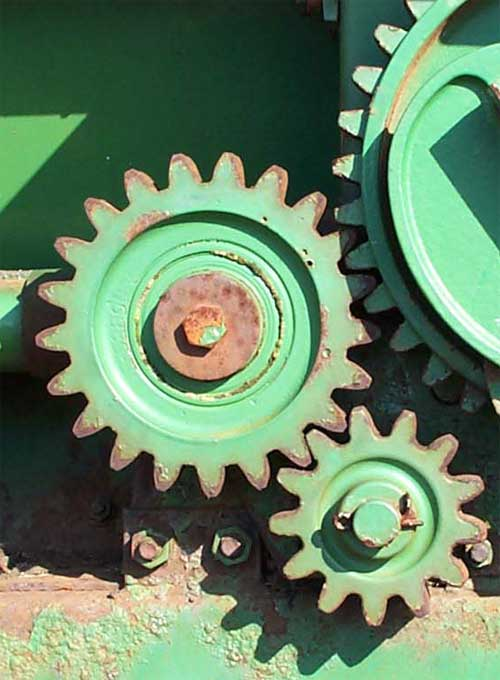
Tomgångshjul (det vänstra kugghjulet) i en kugghjulsmekanism.

Tomgångshjul är motsatsen till drivhjul och snurrar inte av egen kraft utan enbart via externa krafter. Tomgångshjul finns bland annat i maskiner och på fordon som bilar och agerar antingen maskindel eller hjul bland annat. 
På bandfordon används termen specifikt för det hjul i bandaggregat som sitter i motsatt ände av drivhjulet. De andra hjulen som inte har en drivaxel är en del av själva upphängningen, det vill säga fjädringen och kallas bärhjul.